# Tóth Bettina
Tóth Bettina (2000. február 12. –) magyar énekesnő, influenszer és közéleti szereplő. Ismertségre a 2017-es magyarországi X-Faktor hetedik évadában tett szert, ahol ByeAlex mentoráltjaként szerepelt. Később közösségi médiás jelenlétével, politikai véleményformáló tevékenységével és a Fidelitasból való kilépésével hívta fel magára a figyelmet.

## Zenei karrier
A 2017-es X-Faktor tehetségkutató műsor hetedik évadában tűnt fel, ahol a Lányok kategóriájában ByeAlex mentoráltjaként szerepelt. A verseny hatodik élő show-jában esett ki.

## Közösségi média és influenszeri tevékenység
A műsor után TikTokon, Instagramon és Facebookon is aktív influenszerré vált. TikTok-oldalán társadalmi, politikai és női identitással kapcsolatos témákról is megosztotta véleményét, gyakran kritikus hangnemben.

### Fidelitas, Megafon
Rövid ideig a Fidelitas, a Fidesz ifjúsági szervezetének tagja volt, illetve kapcsolatba került a Megafon influenszerhálózattal is. Ebben az időszakban rendszeresen szerepelt kormánypárti narratívákat támogató tartalmakban.

### Kilépése és függetlenedése
2022 végén nyilvánosan kilépett a Fidelitasból, mondván: "inkább kilépek, mint hogy csendben maradjak". Ezt követően független véleményformálóként lépett fel, gyakran bírálta a Megafon szereplőit és a jobboldali kommunikáció sablonjait.

### Közéleti szereplései
2024 februárjában részt vett egy Hősök terei tüntetésen, amelyen más ismert szereplők (pl. Gálvölgyi János, Caramel) is megjelentek. Felszólalásaiban gyakran kiemeli a független női hang fontosságát a magyar közbeszédben.